# Hiệp định Thương mại Tự do Bắc Mỹ

Cờ của NAFTA

Logo của NAFTA

Hiệp định Mậu dịch Tự do Bắc Mỹ (tiếng Anh: North American Free Trade Agreement; viết tắt NAFTA, tiếng Tây Ban Nha: Tratado de Libre Comercio de América del Norte, viết tắt TLCAN; tiếng Pháp: Accord de libre-échange nord-américain, viết tắt ALÉNA) là hiệp định thương mại tự do giữa Canada, Mỹ và Mexico, ký kết ngày 12 tháng 8 năm 1993, hiệu lực từ ngày 1 tháng 1 năm 1994.
Nội dung của hiệp định này là: Giúp cho kinh tế của Mỹ, Canada và Mexico được dễ dàng. Cụ thể là việc Mỹ và Canada có thể dễ dàng chuyển giao công nghệ sang México và México cũng dễ dàng chuyển giao nguồn nhân lực sang 2 nước kia. Ngoài ra, hiệp định này còn giúp cho 3 nước có khả năng cạnh tranh trên thị trường thế giới về kinh tế với các khối như EU, AFTA,... Sau 18 năm tồn tại, Hiệp định Thương mại Tự do Bắc Mỹ đang lộ những vết rạn nứt nghiêm trọng do những bất cập và sự lỗi thời khi nền kinh tế thế giới đang vận động không tuân theo những toan tính chủ quan.
NAFTA đã là nền tảng cho sự thống nhất về kinh tế và chính trị giữa ba nước Bắc Mỹ, nhưng giờ đây nền tảng này đang có những chấn động dữ dội từ bên trong và đe dọa đến thành công của những bước tiến trong tương lai.
Có rất nhiều vấn đề nổi lên trong mọi lĩnh vực như tranh cãi về thương mại, làn sóng nhập cư và hợp tác quân sự, đó cũng là những vấn đề mà cựu Tổng thống Mỹ, Barack Obama từng thảo luận với các đối tác México và Canada trong hội nghị thượng đỉnh Bắc Mỹ. Cuộc họp thường niên này vốn là nơi để các bên đề ra những kế hoạch tăng cường hợp tác và hội nhập thì lần này đã trở thành cơ hội để khuấy lại những vấn đề nóng bỏng chưa bao giờ được giải quyết triệt để. Cả México và Canađa đều không hài lòng với điều khoản "mua hàng Mỹ" của Tổng thống Mỹ. Việc Mỹ công khai yêu cầu các dự án xây dựng trong NAFTA phải mua sản phẩm của các công ty Mỹ là sự vi phạm nghiêm trọng các quy định của NAFTA. México đã trả đũa bằng cách áp thuế quan với hàng chục loại sản phẩm nhập khẩu của Mỹ.
Nhiều xung đột khác còn liên quan đến tình trạng nhập cư và vận tải hàng hóa giữa 3 nước Bắc Mỹ. Mặc dù NAFTA được chính các công ty Mỹ ủng hộ và đóng góp ý kiến vào việc xây dựng các điều khoản cho hiệp định này, nhưng đến nay, nhiều công ty Mỹ đã bị đánh bật khỏi sân chơi bởi sự cạnh tranh từ các công ty của Canađa và Mexico.